# Jan Ludwik Regemann
Jan Ludwik Regemann (ur. 1711 w Bremie, zm. 15 stycznia 1782 w Warszawie) – nadworny lekarz Augusta Czartoryskiego.

## Życiorys
Urodził się w Bremie w 1711 roku. Pobierał nauki w Strasburgu, w Ledzie, był uczniem Hermana Boerhaave.
W 1737 August Czartoryski wystąpił do władz uczelni w Lejdzie o wskazanie zdatnego lekarza do zatrudnienia na swoim dworze, wskazany został Jan Ludwik Regemann.
Do swojej śmierci był lekarzem Czartoryskich, ale sława jego umiejętności była głośna w Europie. Wzywany był do porad lekarskich na królewski dwór Anglii i dwór elektorski Hanoweru.
Jan Ludwik Regemann wyleczył króla Rzeczypospolitej Obojga Narodów Stanisława Augusta z ran zadanych mu w próbie porwania przez konfederatów barskich.
Król Stanisław August wyrażając wdzięczność dla medyka za powrót do zdrowia polecił wybić w 1772 na jego cześć medal pamiątkowy.
Na medalu umieszczone jest popiersie Regemanna z napisem dookoła: IOAN[nes] LUD[ovicus] REGEMANN BOERHAVII DISCIP[ulus] N[atus] BREMAE MDCCXI. To jest: Jan Ludwik Regemann, Boerhawa uczeń, urodzony w Bremie 1711. U dołu I. P. HOLZHAEUSSER F[ecit] zrobił.
Na odwrocie: w dębowym wieńcu napis: VIRO MEDICAE ARTIS STUDIO FELICI, ABSQUE LUCRI QUAESTU, XXXV. AB HINC ANNIS DE GENTE POLONA CONTINUO BENE MERENTI EXIMIA MORUM PROBITATE INSIGNI. HOC GRATI ANIMI MONUMENTUM POST CURATUM AB EODEM YULNUS FERRO PARICIDAE DIE III. NOVEM[bris] MDCCLXXI. SIBI ILLATUM, STAN[islaus] AUG[ustus] REX DEDIT (a). To jest: Mężowi w nauce lekarskiej szczęśliwemu, bez szukania korzyści od trzydziestu pięciu wstecz lat nieustannie dobrze się u narodu polskiego zasługującemu, obyczajów nieskażonych, zaszczytem wielce zaleconemu wdzięczności pamiątkę po uleczonej od niego rany orężem złoczyńców dnia 3-go Listopada roku 1771 zadanej Stanisław August król ofiarował.
Jan Ludwik Regemann zmarł w Warszawie dnia 15 stycznia 1782 i pochowany został na cmentarzu ewangelickim.